# NGC 652
NGC 652 je galaksija u zviježđu Ribe.

## Vanjske poveznice
- SEDS: NGC 0652